# Jennings (Oklahoma)
Jennings es un pueblo ubicado en el condado de Pawnee en el estado estadounidense de Oklahoma. En el año 2010 tenía una población de 363 habitantes y una densidad poblacional de 259,29 personas por km².

## Geografía
Jennings se encuentra ubicado en las coordenadas 36°10′50″N 96°34′11″O / 36.18056, -96.56972 (36.180666, -96.569623).

## Demografía
Según la Oficina del Censo en 2000 los ingresos medios por hogar en la localidad eran de $31,563 y los ingresos medios por familia eran $36,250. Los hombres tenían unos ingresos medios de $28,295 frente a los $24,375 para las mujeres. La renta per cápita para la localidad era de $13,071. Alrededor del 15.0% de la población estaban por debajo del umbral de pobreza.